# Conroy (Iowa)
Pour les articles homonymes, voir Conroy (homonymie).
Conroy est une communauté non constituée en municipalité et une census-designated place du comté d'Iowa, en Iowa, aux États-Unis,.

## Source de la traduction
- (en) Cet article est partiellement ou en totalité issu de l’article de Wikipédia en anglais intitulé « Conroy, Iowa » (voir la liste des auteurs).